# Emil Ferris
Emil Ferris (Chicago, 1962) è una fumettista statunitense.
L'artista ha acquisito notorietà internazionale dopo la pubblicazione del suo primo romanzo grafico, La mia cosa preferita sono i mostri (My Favorite Thing Is Monsters, 2017), vincitore nel 2018 di tre Eisner Award, di due Ignatz Awards, del premio Fauve d'or al Festival international de la bande dessinée d'Angoulême e del Premio Gran Guinigi al Lucca Comics & Games.

## Biografia
Emil Ferris è nata nel 1962 a Chicago, cresciuta nel quartiere di Rogers Park, in un periodo segnato dalle tensioni razziali. Il padre Mike era un designer e un illustratore mentre la madre, Eleanor Spiess, era una pittrice simbolista. Costretta da giovane a indossare un busto per problemi alla schiena, si rivolge al disegno come sfogo e sollievo psicologico ai suoi problemi fisici e a un'aspettativa di vita che i medici le anticipano breve. Appassionata di film e di fumetti dell'orrore, i suoi disegni si ispirano a tali storie. Lasciati gli studi, madre a trentaquattro anni, per mantenere la figlia intraprende molte attività tra cui illustratrice freelance e design di giocattoli per bambini per varie ditte, tra cui McDonald's.
Il giorno del suo quarantesimo compleanno viene infettata dal virus del Nilo occidentale a seguito di una puntura di zanzara. La sua vita è in serio pericolo e, risvegliatasi dal coma dopo un mese, rimane paralizzata in molte parti del corpo, con una bambina di sei anni da accudire. Incurante delle previsioni dei dottori, che non credono possa riprendere a camminare, inizia un lungo percorso riabilitativo e impiega il disegno come allenamento per riacquistare la mobilità alle mani. In questo periodo si iscrive alla  School of the Art Institute di Chicago ove ha modo di apprezzare i romanzi grafici Maus, di Art Spiegelman, Persepolis di Marjane Satrapi, Fun Home. Una tragicommedia familiare di Alison Bechdel e Jimmy Corrigan, the Smartest Kid on Earth di Chris Ware. Durante gli studi inizia a disegnare le prime tavole che, quindici anni più tardi, diventeranno il suo primo romanzo grafico La mia cosa preferita sono i mostri (My Favorite Thing Is Monsters). 
Una volta terminata l'opera, Emil la sottoporrà a vari editori che la rifiuteranno, fino a quando la Fantagraphics Books, nel 2017 accetterà di pubblicarla.
Ambientato nel 1968, il fumetto di Ferris è disegnato come un diario tenuto su un quaderno ad anelli da Karen, una bambina amante del genere horror, che vive sulla sua pelle, quotidianamente, la diversità e che perciò si immagina e si raffigura come un licantropo. La storia è ampiamente autobiografica toccando temi come gli abusi sessuali, che l'autrice ha subito in prima persona da giovanissima.
Il libro, dopo essere andato in stampa, ha atteso molti mesi prima di poter uscire in libreria poiché la nave che trasportava le copie, stampate all'estero, è rimasta bloccata a lungo a Panama per problemi dell'armatore. Il romanzo grafico, diviso in due volumi ha ottenuto un immediato successo editoriale e di critica, vincendo nel 2018 tre Eisner Award, due Ignatz Awards, il premio Fauve d'or al Festival international de la bande dessinée d'Angoulême e il Premio Gran Guinigi al Lucca Comics & Games.
Nell'ottobre del 2019 Emil Ferris ha esposto le sue opere al Museo del Louvre e nel 2021 ha vinto un Guggenheim Fellowship. Sue opere sono state annoverate nella mostra Women in Comics negli allestimenti del 2020 a New York e del 2021 a Roma.

## Pubblicazioni
- La mia cosa preferita sono i mostri Volume 1, traduzione di Michele Foschini, Bao Publishing, 2018, ISBN 978-88-3273-069-2.
- La mia cosa preferita sono i mostri Volume 2, traduzione di Michele Foschini, Bao Publishing, 2024, ISBN 978-88-3273-992-3.